# اسید سه‌بازی
اسید سه‌بازی یا به انگلیسی tribasic acid، اسیدی است که در یک واکنش اسید و باز، سه یون هیدروژن برای دادن به باز مقابل دارد. بنابراین یک مولکول سه‌بازی سه اتم هیدروژن قابل جایگزینی دارد.
فسفریک اسید (H3PO4) و سیتریک اسید نمونه‌هایی از اسید سه‌بازی‌اند.